# Axel Moberg
Karl Axel Moberg (* 15. Juni 1872 in Norrköping; † 11. August 1955) war ein schwedischer Orientalist und Hochschullehrer.

## Leben
1890 wurde Moberg Student in Lund, 1902 wurde er dort Dozent für semitische Sprachen und promovierte 1903. 1908 wurde er an der Universität Lund Professor für orientalische Sprachen. Von 1926 bis 1936 amtierte er als Rektor der Universität.
Moberg galt als ausgezeichneter Kenner der syrischen Sprache. Seine wichtigste Arbeit in diesem Bereich ist Buch der Strahlen, die größere Grammatik des Barhebräus, Übersetzung nach einem kritisch berichtigten Texte (II, 1907; I, 1913). Weitere Werke sind Ur cAbd allâh b. cAbd ez-Zâhir’s biografi över sultanen el-Melik el-Ašraf Ḥalil (1902), Gedichte von cObeidallāh b. Ahmed al-Mîkāli (1908) und die Edition des Buchs der Himjaren (1924).

## Veröffentlichungen (Auswahl)
- Ur cAbd allâh b. cAbd ez-Zâhir’s biografi över sultanen el-Melik el-Ašraf Ḥalil. 1902
- Buch der Strahlen, die größere Grammatik des Barhebräus, Übersetzung nach einem kritisch berichtigten Texte. Band II 1907, Band I 1913
- Gedichte von cObeidallāh b. Ahmed al-Mîkāli. 1908
- The Book of the Himyarites. Fragments of a hitherto unknown Syriac work. Gleerup, Lund 1924